# Onciale 0227
- Papyrus
- Onciale
- Minuscules
- Lectionnaire

Le Codex 0227 (dans la numérotation Gregory-Aland), est un manuscrit du Nouveau Testament sur parchemin écrit en écriture grecque onciale.

## Description
Le codex se compose d'une folio. Il est écrit en deux colonnes, de 23 lignes par colonne. Les dimensions du manuscrit sont 21 x 17 cm,. Les paléographes datent ce manuscrit du Ve siècle.
C'est un manuscrit contenant le texte incomplet de l'Épître aux Hébreux (11,18-19.29).
Le texte du codex représenté type mixte. Kurt Aland le classe en Catégorie III. 
Le manuscrit a été examiné par Guglielmo Cavallo en 1967.
Lieu de conservation
Il est conservé au Bibliothèque nationale autrichienne (Pap. G. 26055) à Vienne,.